# Кольчужные сомы

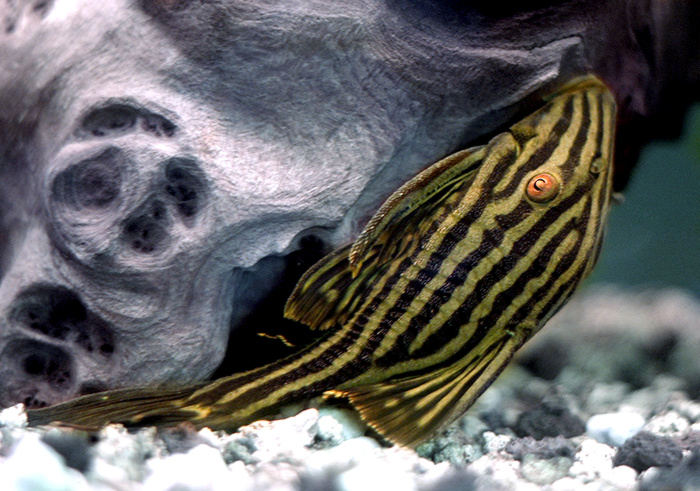
Panaque nigrolineatus

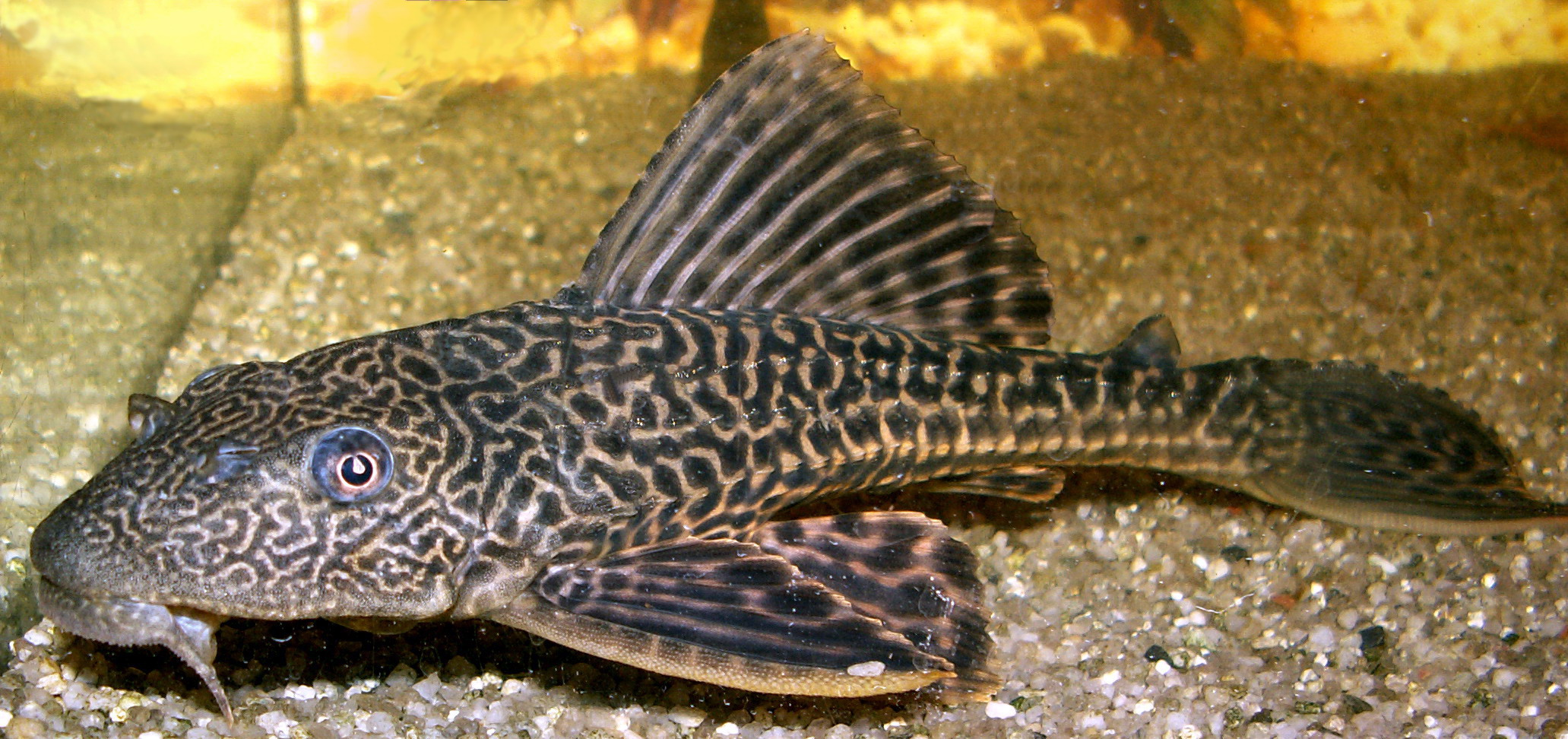
Pterygoplichthys multiradiatus

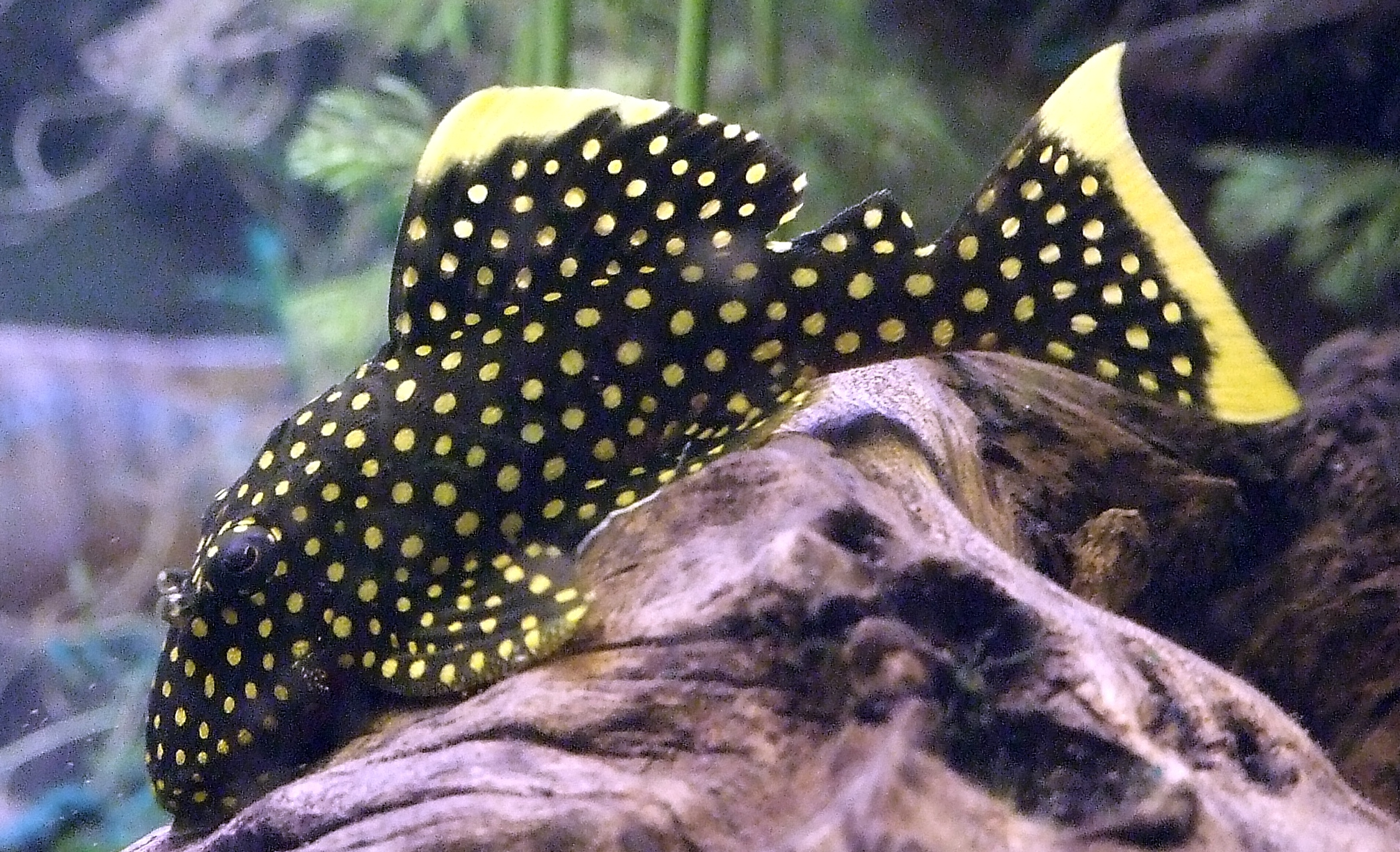
Baryancistrus xanthellus

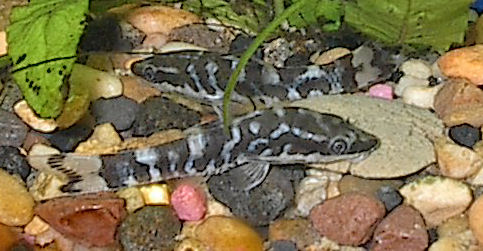
Otocinclus cocama

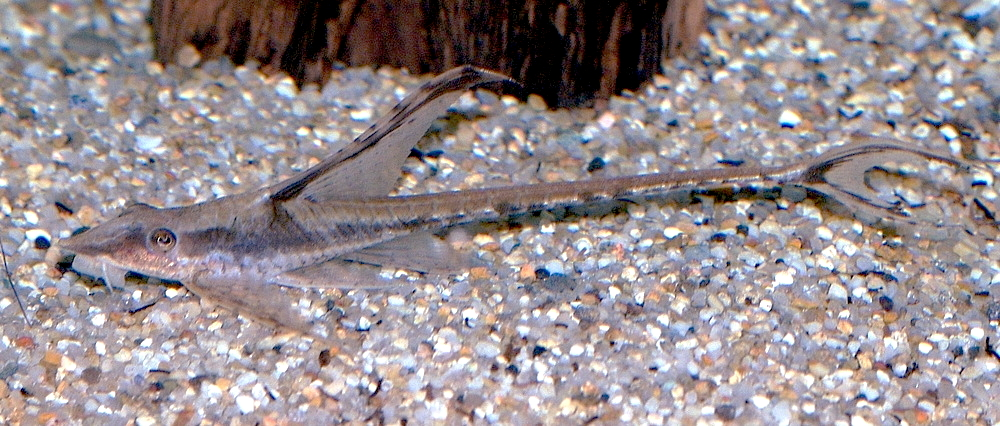
Sturisoma panamense

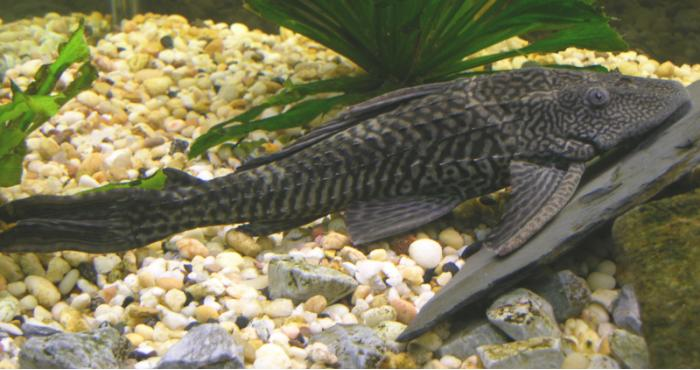
Pterygoplichthys pardalis

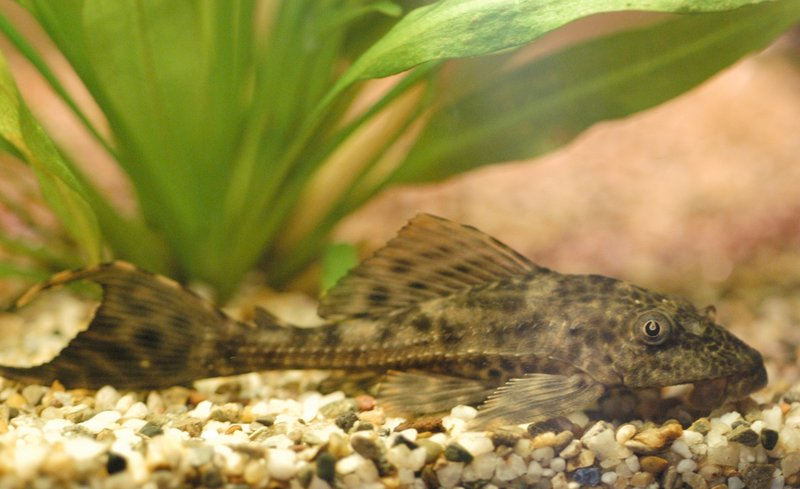
Pterygoplichthys sp.

Кольчу́жные сомы́, или лорика́риевые (лат. Loricariidae) — семейство пресноводных рыб отряда сомообразных.

## Описание
Рыбы со сплюснутым телом, покрытым костными пластинками. Форма тела и раскраска очень изменчивы. На верхней челюсти одна пара усиков. Рот преобразован в присоску, которая позволяет этим рыбам прилипать к субстрату и удерживаться на нём даже на быстром течении. Питаются, соскребая водоросли, мелких беспозвоночных и детрит с погруженных в воду субстратов. Они заселили почти все пресноводные места обитания от быстрых ручьев, вытекающих из Анд, до тихих солоноватых лиманов, подземных вод и кислых водоёмов Гвианского плоскогорья. 

## Классификация
В семействе кольчужных сомов выделяют 7 подсемейств, 106 родов с 955 видами рыб, в него входят следующие роды:
- Подсемейство Delturinae
  - Delturus
  - Hemipsilichthys
- Подсемейство Hypoptopomatinae
  - Триба Hypoptopomatini
    - Acestridium
    - Hypoptopoma
    - Nannoptopoma
    - Niobichthys
    - Otocinclus
    - Oxyropsis

  - Триба Otothyrini
    - Corumbataia
    - Epactionotus
    - Eurycheilichthys
    - Hisonotus
    - Microlepidogaster
    - Otothyris
    - Otothyropsis
    - Parotocinclus
    - Pseudotocinclus
    - Pseudotothyris
    - Schizolecis

  - Hypoptopomatinae incertae sedis
    - Gymnotocinclus
- Подсемейство Hypostominae
  - Триба Ancistrini
    - Acanthicus
    - Ancistrus
    - Baryancistrus
    - Chaetostoma
    - Cordylancistrus
    - Dekeyseria
    - Dolichancistrus
    - Exastilithoxus
    - Hemiancistrus
    - Hopliancistrus
    - Hypancistrus
    - Lasiancistrus
    - Leporacanthicus
    - Leptoancistrus
    - Lithoxus
    - Megalancistrus
    - Neblinichthys
    - Panaque
    - Parancistrus
    - Peckoltia
    - Pseudacanthicus
    - Pseudancistrus
    - Pseudolithoxus
    - Spectracanthicus

  - Триба Corymbophanini 
    - Corymbophanes

  - Триба Hypostomini 
    - Hypostomus

  - Триба Pterygoplichthyini 
    - Hemiancistrus annectens группа
    - Pterygoplichthys

  - Триба Rhinelepini 
    - Pogonopoma
    - Pseudorinelepis
    - Rhinelepis
- Подсемейство Lithogeneinae
  - Lithogenes
- Подсемейство Loricariinae
  - Триба Loricariini 
    - Loricaria группа
      - Brochiloricaria
      - Loricaria
      - Paraloricaria
      - Ricola

    - Loricariichthys группа
      - Furcodontichthys
      - Hemiodontichthys
      - Limatulichthys
      - Loricariichthys
      - Pseudoloricaria

    - Pseudohemiodon группа
      - Apistoloricaria
      - Crossoloricaria
      - Dentectus
      - Planiloricaria
      - Pyxiloricaria
      - Rhadinoloricaria
      - Pseudohemiodon
      - Reganella

    - Rineloricaria группа
      - Dasyloricaria
      - Ixinandria
      - Rineloricaria
      - Spatuloricaria

  - Триба Harttiini 
    - Aposturisoma
    - Cteniloricaria
    - Farlowella
    - Harttia
    - Harttiella
    - Lamontichthys
    - Metaloricaria
    - Pterosturisoma
    - Sturisoma
    - Sturisomatichthys
- Подсемейство Neoplecostominae
  - Isbrueckerichthys
  - Kronichthys
  - Neoplecostomus
  - Pareiorhaphis
  - Pareiorhina

## Распространение
Встречаются в Центральной и Южной Америке от Коста-Рики до Аргентины.